# Léon Autonne
Léon César Autonne (* 28. Juli 1859 in Odessa; † 12. Januar 1916) war ein französischer Ingenieur und Mathematiker, der sich mit algebraischer Geometrie, Differentialgleichungen und Algebra (Matrizen u. a.) befasste.

## Leben
Autonne studierte 1878 bis 1880 an der École polytechnique und danach an der École des ponts et chaussées und wurde dort Chef-Ingenieur. Er wurde 1882 an der Sorbonne promoviert (Recherches sur les intégrales algébriques des équations differentielles linéaires à coefficients rationnels), mit Charles Hermite als Vorsitzendem der Prüfungskommission. In der Dissertation baute er auf Arbeiten von Camille Jordan auf.
Ein Aufsatz von ihm in den Comptes Rendus Acad. Sci. Paris von 1891 ist eine der frühesten Erwähnungen des Begriffs Lie-Gruppen (als Gruppen des Herrn Lie).
Er war eingeladener Sprecher auf den Internationalen Mathematikerkongressen von 1897, 1900, 1904 und 1908.
Die Autonne-Takagi-Faktorisierung einer komplexen symmetrischen Matrix ist nach ihm benannt (siehe Symmetrische Matrix).

## Schriften (Auswahl)
- Recherches sur les intégrales algébriques des équations differentielles linéaires à coefficients rationnels. Gauthier-Villars, Paris 1882, (Digitalisat).
- Sur la théorie des équations différentielles du premier ordre et du premier degré. In: Journal de l’Ecole Polytechnique. Band 61, 1891, ISSN 0368-2013, S. 35–180.
- Sur la représentation des courbes gauches algébriques et sur le nombre des conditions qui expriment qu’une courbe algébrique est située sur une surface algébrique (= Annales de l’Université de Lyon. 20, ISSN 0980-6040). Masson, Paris 1896, (Digitalisat).
- Sur les formes mixtes (= Annales de l’Université de Lyon. 1: Sciences, médecine. Nouvelle Série Fasc. 16, ISSN 0980-6067). Rey u. a., Lyon u. a. 1905, (Digitalisat).
- Notice sur les recherches mathématiques. Gauthier-Villars, Paris 1913, (Bericht über seine mathematischen Arbeiten).